# Katsuo Ohno
Katsuo Ohno (大野克夫, Katsuo Ōno, nascido em 12 de setembro de 1939 em Kyoto) é um músico e compositor japonês que já compôs músicas para muitos filmes e animes. Trabalhos notáveis incluem a música tema de Taiyo ni Hoero! e Detective Conan. No Brasil, suas composições mais conhecidas são a abertura e o encerramento de Esquadrão Relâmpago Changeman, mas compôs outras músicas para a série além dessas, que podem ser encontradas no álbum Dengeki Sentai Changeman Hit Kyokushuu.
Como tecladista, Ohno foi membro das bandas The Spiders de 1961 a 1970, e do supergrupo de rock Pyg de 1971 a 1972.
Em 2017, ganhou o Prêmio de Prata no JASRAC Awards por seu trabalho em Detetive Conan.

## Filmografia
| Ano           | Título             | Função              | Observações    |
| ------------- | ------------------ | ------------------- | -------------- |
| 1972–1986     | Taiyō ni Hoero!    |                     |                |
| 1996–Presente | Detetive Conan     | Compositor e Músico | Tema principal |
| 1991–2021     | Shūchakueki Series |                     |                |

## Departamento de Música
| Ano  | Título                                          | Função     | Observação |
| ---- | ----------------------------------------------- | ---------- | ---------- |
| 2013 | Detetive Conan - Zekkai no Private Eye          | Músico     |            |
| 2014 | Detetive Conan: O Mistério do Atirador de Elite | Compositor | Tema       |

## Trilha sonora
| Ano  | Título                                       | Função                                                                        |
| ---- | -------------------------------------------- | ----------------------------------------------------------------------------- |
| 1966 | Seishun a Go-Go                              | música: "Little Roby"                                                         |
| 1982 | As Misteriosas Cidades de Ouro (Série de TV) | música: "Itsuka Dokokade Anatani Atta", "Bouken Sha tashi" - como Katsuo Ono) |